# Артан Х
Штурмовий підрозділ «АРТАН Х»,  що входить до складу підрозділу активних дій "Артан" Головного управління розвідки Міністерства оборони України.
Девіз: Ab umbra praeterite ad lucem victoriae (укр. Від тіні минулого до світла перемоги)

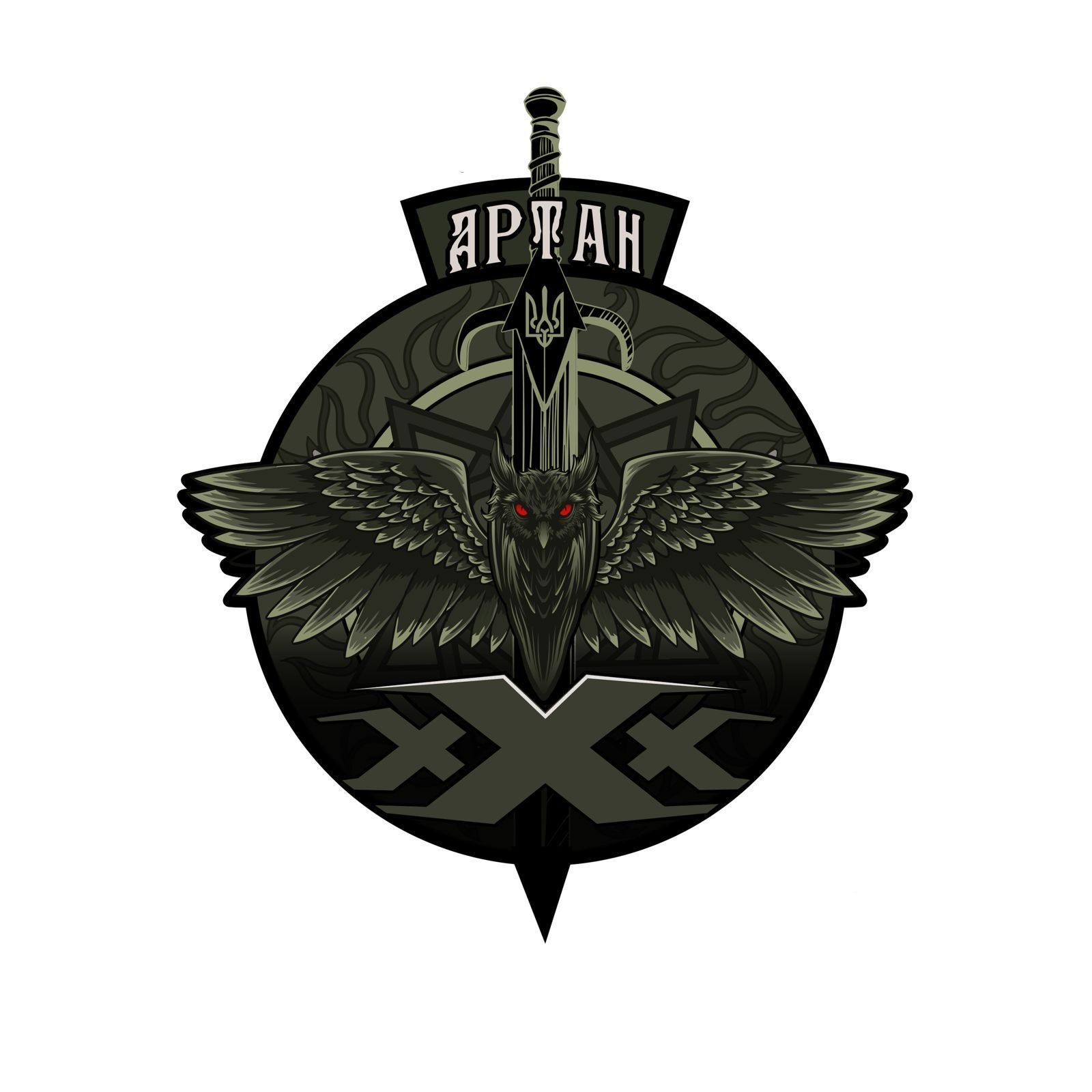
Лого спецпідрозділу "АРТАН Х"

## Історія створення
"АРТАН Х" сформовано офіцерами ГУР МО України 23 червня 2024 року з достроково звільнених добровольців в складі спецпідрозділу "Артан". Командир та деякі його заступники беруть участь у бойових діях від початку повномасштабного вторгнення. 
- Очолює підрозділ офіцер Головного управління розвідки Міністерства оборони України Андрій Мельник, позивний "Фаворит".

- За досить короткий термін свого існування підрозділ вже побував на найгарячіших напрямках фронту: Харківський, Донецький (Рівнопіль), Запорізький, де успішно виконав усі поставлені задачі  .

## Командир
- Командир підрозділу активних дій ГУР МО України «АРТАН Х» — майор Андрій Мельник, позивний «Фаворит».
- Народився в місті Київ. Юрист, політтехнолог.
- З перших днів повномасштабного вторгення країни-агресора в Україну став на захист рідної Київщини: спочатку в складі ДФТГ, в якому був одним із засновників, згодом - долучився до лав ГУР МО України, спецпідрозділ "Артан".
- Був учасником:  бойової операції по висадці в тимчасово окупованому Енергодарі, битви за Бахмут, , повернення під контроль України так званих «вишок Бойка», битви за Часів Яр, Рівнопіль та багатьох інших спецоперацій, в т.ч. у ворожому тилу.
- Нагороджений орденом "За мужність" ІІІ ступеня.